# Бирюков, Николай Зотович
Никола́й Зо́тович Бирюко́в (1 [14] февраля 1912, Орехово-Зуево, Владимирская губерния, Российская империя — 31 января 1966, Ялта, Крымская область, Украинская ССР, СССР) — русский советский писатель. Лауреат Сталинской премии (1951). Член ВКП(б) с 1951 года.

## Биография
Н. З. Бирюков родился 1 (14) февраля 1912 года в Орехово-Зуево (ныне Московской области) в большой семье рабочего-текстильщика. В 1919 году, когда фабрика, где работал отец Коли, остановилась, семья переехала в Поволжье, на нижне-сызранские луга. События Гражданской войны, страшнейшая засуха 1921 года прошли здесь перед глазами будущего писателя. Впечатления этих лет нашли впоследствии своё отражение в романе «На хуторах» (1938).
В 1922 году Бирюковы возвратились в Орехово-Зуево, и здесь 10-летний Николай вместе с группой своих товарищей участвовал в организации одного из первых в СССР пионерских отрядов. В 1925 году он вступил в комсомол и начал работать на фабрике, совмещая производственную работу с активной комсомольской. Большое впечатление на будущего писателя произвело выступление И. В. Сталина с призывом овладевать наукой и специальными знаниями на VIII съезде ВЛКСМ в 1928 году. До 1931 года учился в ФЗУ текстильного комбината, на московском рабфаке имени М. И. Калинина и в строительном техникуме.
Осенью 1930 года Н. З. Бирюков работал на строительстве одного из корпусов Дулёвского завода. Неожиданно в котлован хлынула подпочвенная вода. Ликвидируя аварию, молодые комсомольцы работали в ледяной воде. Вскоре после этого Н. З. Бирюков заболел и в 18 лет остался навсегда прикованным к постели, сохранив лишь подвижность рук. В публикациях того времени сообщалось о разоблачении и наказании «врачей-преступников», принадлежавших к троцкистско-зиновьевской оппозиции, которые якобы умышленно не оказали комсомольцу-активисту необходимой помощи.
В 1931 году Н. З. Бирюков решил заняться писательством (не зная ещё о Николае Островском). В 1932 году на всесоюзном конкурсе молодых поэтов ему была присуждена вторая премия за стихотворение «Побед не счесть!». В 1936—1940 годах молодой писатель заочно учился в Литературном институте имени А. М. Горького, одновременно занимаясь в институте иностранных языков. В 1938 году в журнале «Октябрь» опубликован его первый роман «На хуторах».
В годы Великой Отечественной войны автор писал рассказы и очерки о героизме и мужестве советских людей. Многие из них («Перед дыханием смерти», «Дисциплина сердца», «Русские глаза», «Песнь в лесу» и другие) получили широкое распространение. Осенью 1942 года он начал писать роман «Чайка» о Лизе Чайкиной. Книга вышла в начале 1945 года и снискала огромную популярность, в том числе и на фронте. Роман был переведён на многие языки народов СССР, а также издан в социалистических странах восточной Европы.
В 1949 году был опубликован новый роман писателя «Воды Нарына» о строительстве Большого Ферганского канала имени И. В. Сталина. Для того, чтобы написать эту книгу, ему пришлось в специальной коляске объездить чуть ли не всю Среднюю Азию. В романе в духе того времени показана народность стройки, её огромное значение для социалистического переустройства экономики, быта и культуры народов Средней Азии; показана руководящая роль Коммунистической партии, поднимающей народ на решение задачи преобразования природы. Летом 1951 года Н. З. Бирюков вновь ездил в творческую командировку. Писатель побывал на заводе «Красное Сормово», ГАЗ имени В. М. Молотова, на строительстве Куйбышевской ГЭС. В результате этой поездки написана книга очерков «На мирной земле» (1952). В 1959 году Н. З. Бирюков написал историко-революционный роман «Сквозь вихри враждебные».
Последние 10 лет жизни провёл в Крыму. Умер в Симферополе 31 января 1966 года.
Похоронен на Старом городском кладбище Ялты. Могила -  Объект культурного наследия народов РФ регионального значения. Рег. № 911710906710005 (ЕГРОКН)

## Награды и премии
- Сталинская премия третьей степени (1951) — за роман «Чайка» (1945)
- Орден Трудового Красного Знамени (24.11.1960)
- Орден «Знак Почёта»
- Медаль «За доблестный труд в Великой Отечественной войне 1941—1945 гг.»
- Медаль «В память 800-летия Москвы» (1947)
- Премия имени Н. А. Островского (1968) (посмертно)

## Память
- В Ялте существует Литературно-мемориальный дом-музей Н. З. Бирюкова (филиал Ялтинского историко-литературного музея).
- В его честь названы улица в Орехово-Зуево, астероид 2477 Бирюков, теплоход «Николай Бирюков» (проект 1430).
- МОУ СОШ № 20 г. Орехово-Зуево, на территории которой установлен бюст писателя, носит его имя[3].
- В 1981 году выпущен маркированный конверт СССР с изображением писателя.